# Камик (остров)
Камик (хорв. Kamik) — скала в составе архипелага Вис, омывается Адриатическим морем. Находится в западном направлении от острова Светац. 

## Физико-географическая характеристика
Камик принадлежит архипелагу Вис. Он расположен в Адриатическом море в 1,1 км к западу от острова Светац. Площадь острова составляет 0,007738 км², длина с востока на запад длина — 280 метров, максимальная ширина — 50 метров, береговой линии — 546 метров, наивысшая точка — 40 метров. Он сложен меловыми отложениями. Берега Камика крутые, только на восточном побережье находится низкая седловина с резким подъёмом.

## Флора и фауна

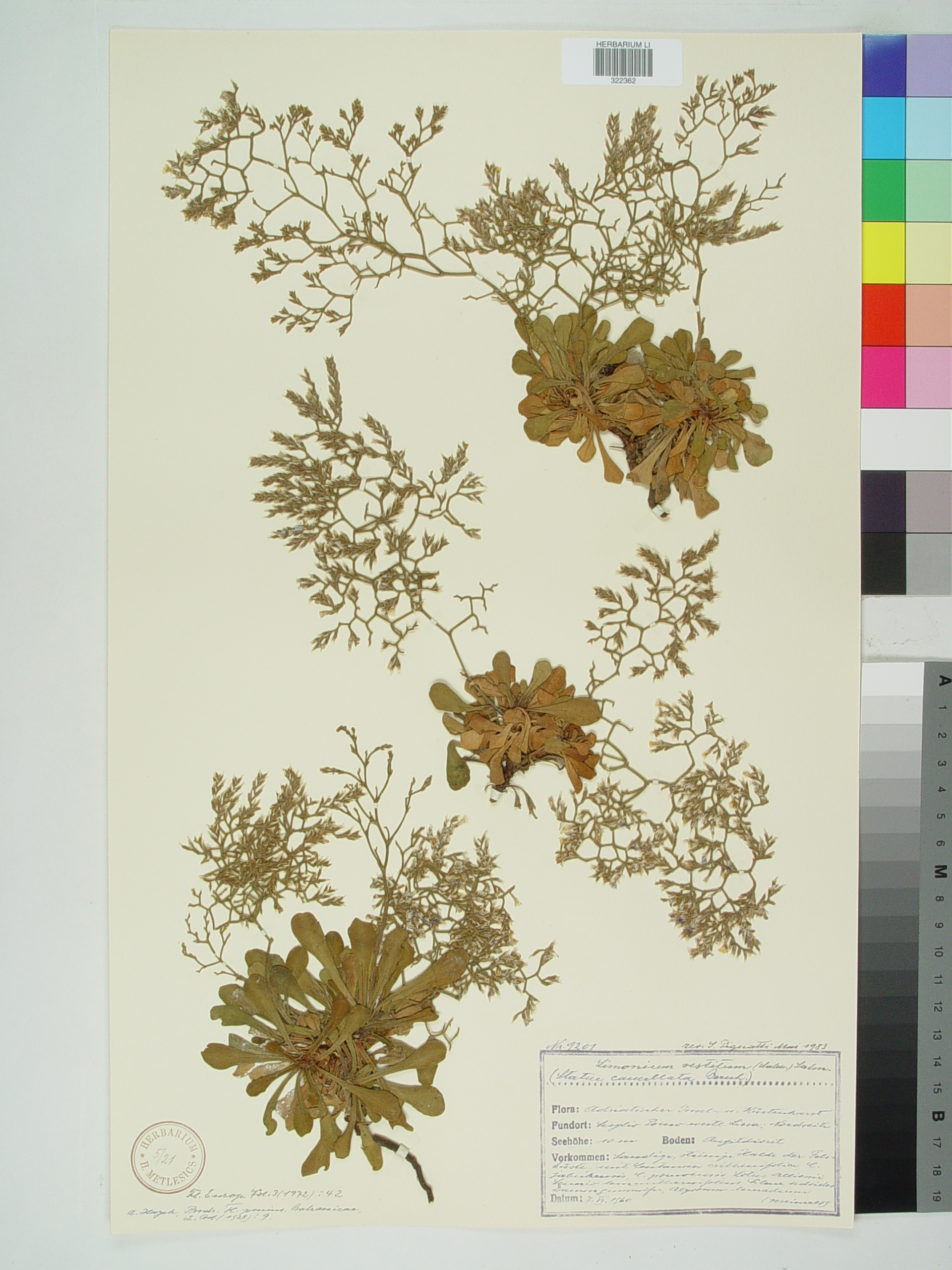
Limonium vestitum

На Камике произрастают виды Allium commutatum, Aurinia leucadea, Capparis orientalis, Crithmum maritimum (критмум морской), Frankenia pulverulenta (франкения порошистая), Lavatera arborea (хатьма древовидная), Lolium rigidum, Lotus cytisoides и Suaeda vera, а также три эндемиков: Limonium vestitum, Puccinellia teyberi и Aurinia leucadea subsp. scopulorum.
На Камике обитает эндемик Podarcis melisellensis galvagnii.